# Альтамира
Альтами́ра (La cueva de Altamira) — пещера в Испании с полихромной каменной живописью эпохи верхнего палеолита (Солютрейская культура). Находится на одноимённом лугу в 2 км от центра городка Сантильяна-дель-Мар в Кантабрии, Испания, в 30 км западнее Сантандера.
Альтамира является естественной пещерой в породе, а рисунки в ней — один из самых важных сохранившихся живописных и художественных циклов первобытного искусства.
С момента своего открытия в 1879 году пещера была исследована всеми ведущими специалистами-палеонтологами каждого из периодов палеолита.
Картины и рисунки пещеры в основном принадлежат Мадленской и Солютрейской культурам, а также некоторым другим, в том числе Граветтской и ранней Ориньякской, как показали последние серии уран-ториевого метода датирования. Таким образом, есть свидетельства, что пещера использовалась в течение различных периодов общим временем около 22 000 лет, примерно 35 600—13 000 лет назад, пока главный вход в пещеру не был заблокирован оползнем. Всё использование пришлось на период позднего палеолита.
Стиль большей части рисунков принадлежит к так называемой франко-кантабрийской школе, которая характеризуется реализмом представленных фигур. Полихромная живопись и рисунки чёрного, красного и охрового цветов показывают изображения животных и антропоморфов, а также абстрактные и беспредметные изображения.
Полихромный потолок получил такие оценки, как «Сикстинская капелла» первобытного искусства, «…самое необычное проявление палеотического искусства…», «…декорированная пещера, которая обнаружена первой и остается наиболее прекрасной до сих пор» и «..если первобытное искусство является примером больших художественных способностей, пещера Альтамира представляет собой самую замечательную работу». Потолок пещеры показывает высокое качество и красоту работы мадленского человека в этом пространстве.
Пещера была объявлена объектом всемирного наследия ЮНЕСКО в 1985 году. В 2008 году объект был расширен 17 другими пещерами Страны Басков, которые теперь включены в список всемирного наследия в комплексе «Пещера Альтамира и наскальное искусство периода палеолита на севере Испании».

## Описание
Пещера длиной 270 метров состоит из серии двойных коридоров и залов. Главный зал составляет в длину 18 метров и от 2 до 6 метров в высоту. Некоторое время в пещере никто не жил, кроме животных. Рисунки представляют изображения бизонов, лошадей, кабанов, отпечатки ладоней и др. Они выполнены углём, охрой, гематитом и другими естественными красками. Рисунки выполнены не только пальцами рук, но и специальными приспособлениями, сделанными первобытными людьми. Рисунки расположены на потолке и стенах не только главного зала, но и в главном коридоре и других залах. Древние художники использовали естественные контуры стены для создания трёхмерного эффекта, возможно, это было связано с их религиозным взглядом на мир. Похожие изображения имеются в пещерах Скандинавии и Северной Италии.

## Открытие
Пещера Альтамира была найдена в 1868 году охотником Модестом Кубильясом Перасом, который нашёл вход, когда пытался освободить своего пса, застрявшего в расколах скал во время преследования добычи. В то время новость об открытии пещеры не имела абсолютно никакого значения для людей в этом районе, так как местность имеет карстовый рельеф.
В 1879 году археолог-любитель Марселино Санс де Саутуола вместе с 9-летней дочерью Марией случайно открыли пещеру с рисунками. Пещера была раскопана Саутуолой и Хуаном Виланова-и-Пьера — археологом из Мадридского университета. В 1880 году они опубликовали результаты раскопок, где отнесли рисунки к эпохе палеолита. Другие учёные восприняли это сообщение неоднозначно, Саутуолу обвинили в фальсификации рисунков, пока позже не были открыты пещерные росписи в других местах, но к этому времени Саутуола уже умер. Раскопки в пещере проводились в 1902—1904, 1924—1925 и 1981 гг.
В 1960—1970-х гг. пещеру посещало огромное количество туристов, до 1500 человек в день. Это привело к тому, что на рисунках была обнаружена плесень от сырости. Власти закрыли пещеру на реставрацию в 1977 году и вновь открыли в 1982 году, однако резко ограничив туда доступ до ~20 человек в день. Очередь на посещение приходилось ждать до трёх лет. В 2002 году, после обнаружения плесени на рисунках в главном зале, пещера была закрыта для посещений. В июне 2010 года министр культуры Испании Анхелес Гонсалес-Синде объявила, что в 2011 году пещера будет вновь открыта.
В 2001 году в музейном комплексе Альтамира, расположенном рядом с пещерой, были открыты копии знаменитого живописного панно Большого плафона, а также некоторых других изображений пещеры, позволяющие ознакомиться с рисунками, не посещая пещеру. Другие копии рисунков Альтамиры находятся в Национальном археологическом музее Испании в Мадриде, Немецком музее в Мюнхене, в Японии.

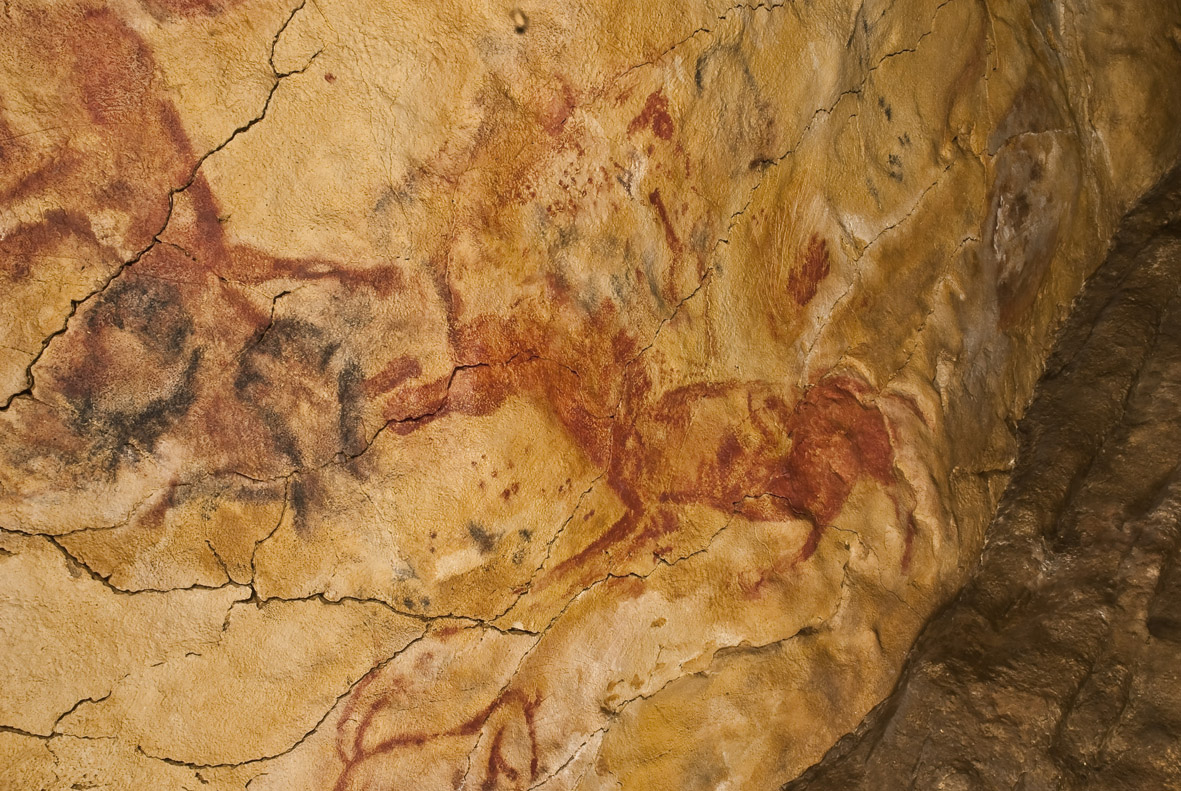
Фрагмент рисунка в пещере
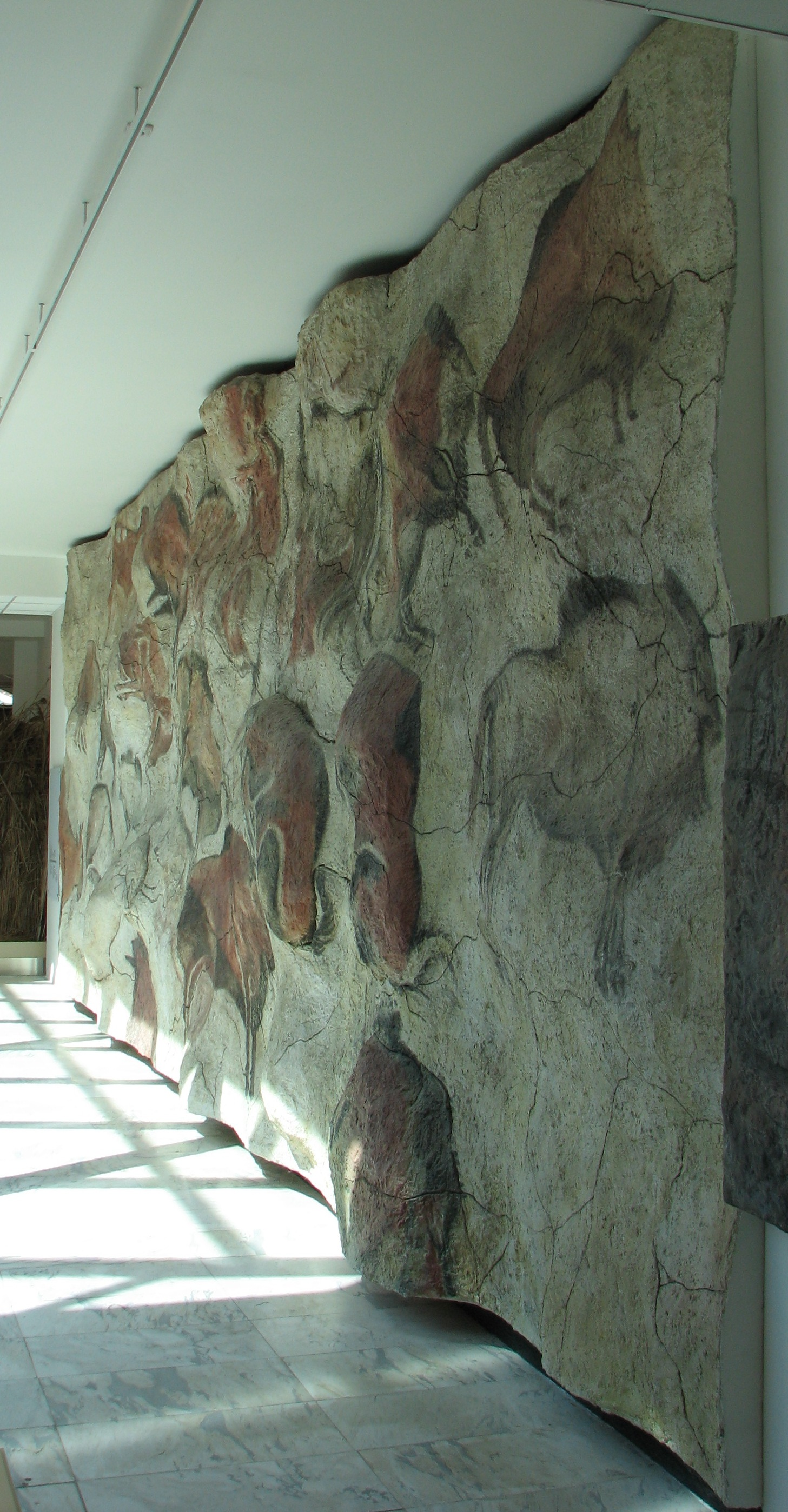
Копии рисунков из Альтамиры в музее археологии в Брно
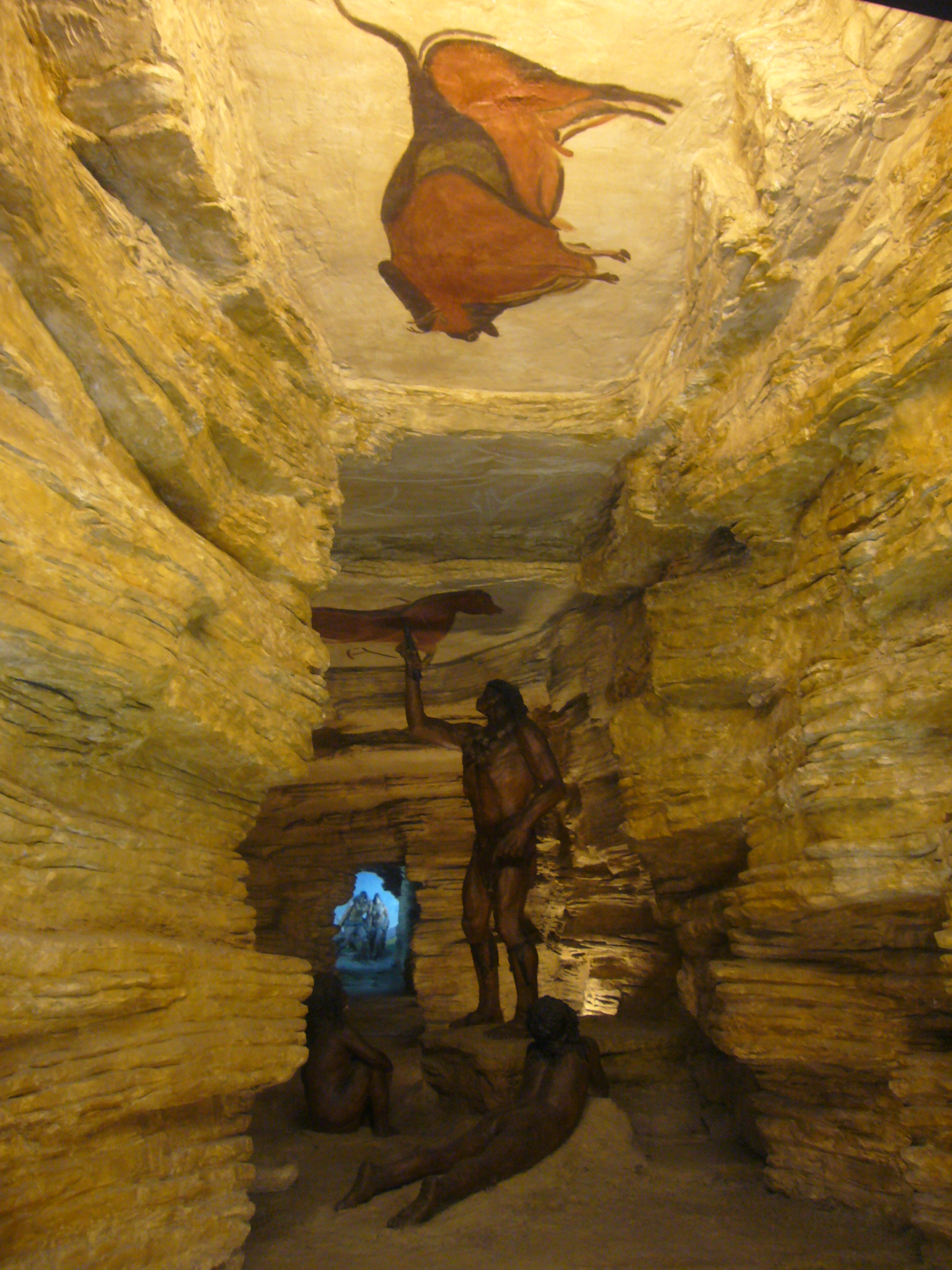
Диорама в музее археологии Каталонии в Барселоне
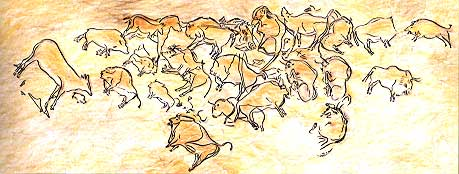
Фрагмент рисунка в пещере

## Кинематограф
- Альтамира — фильм 2016 года, режиссёр Хью Хадсон, композиторы Марк Нопфлер, Эвелин Гленни.